# NGC 1244
NGC 1244 este o galaxie spirală situată în constelația Orologiul. A fost descoperită în 2 noiembrie 1834 de către John Herschel. Se află la o distanță de 80,91 de megaparseci de Pământ.